# Championnats d'Europe d'athlétisme jeunesse 2018
Navigation
Édition précédente Édition suivante
La 2e édition des Championnats d'Europe d'athlétisme jeunesse se déroule du 5 au 8 juillet 2018 à Győr en Hongrie.
L'Olimpiai Sportpark où se déroulent les épreuves a été inauguré en 2017 à l'occasion du Festival olympique de la jeunesse européenne.
Ces Championnats servent également de sélection européenne pour les Jeux olympiques de la jeunesse de 2018 à Buenos Aires. 29 nations se partagent les médailles attribuées tandis que 35 obtiennent au moins un finaliste. Si les Britanniques sont en tête des titres obtenus (6), comme lors de la précédente édition de 2016, c'est l'Allemagne qui remporte le classement des placements de finalistes (122 points), devant la Grande-Bretagne (107) et l'Italie (106).

## Délégations
Les minima de qualification sont diffusés en avril 2017.
- Albanie (1)
- Allemagne (66)
- Andorre (2)
- Arménie (2)
- Autriche (31)
- Azerbaïdjan (4)
- Belgique (11)
- Biélorussie (43)
- Bosnie-Herzégovine (5)
- Bulgarie (12)
- Chypre (8)
- Croatie (21)
- Danemark (5)
- Espagne (50)
- Estonie (23)
- Finlande (38)
- France (40)[4]
- Géorgie (5)
- Gibraltar (3)
- Grèce (22)
- Hongrie (78) (hôte)
- Irlande (25)
- Islande (5)
- Israël (16)
- Italie (48)[5]
- Kosovo (1)
- Lettonie (25)
- Lituanie (27)
- Luxembourg (9)
- Macédoine (3)
- Malte (3)
- Moldavie (3)
- Monaco (1)
- Monténégro (1)
- Norvège (37)
- Pays-Bas (22)
- Pologne (53)
- Portugal (18)
- République tchèque (48)
- Roumanie (27)
- Royaume-Uni (40)
- Saint-Marin (2)
- Serbie (17)
- Slovaquie (24)
- Slovénie (17)
- Suède (22)
- Suisse (46)
- Turquie (52)
- Ukraine (49)

La Fédération russe d'athlétisme ne participe pas, étant suspendue pour dopage récurrent, mais 16 athlètes individuels sont autorisés à participer avec un dossard ANA.

## Résultats

### Garçons
Parmi les résultats remarquables de cette compétition pour cadets, celui de l'Ukrainien Myhaylo Kokhan, 17 ans, très attendu au lancer du marteau, après un 86,78 m (NYR) à Randvere en Estonie plus tôt dans la saison, mérite d'être souligné, en tant que seule meilleure performance mondiale pour un cadet masculine battue, avec pas moins de cinq lancers au-delà de 83 m et après avoir battu le record des championnats dès les qualifications avec 82,42 m. Sa série en finale est en effet exceptionnelle : 86,60 au deuxième lancer, 87,00 m au troisième, ce qui constituait à ce moment le 2e meilleur lancer au monde, juste derrière les 87,16 m de Bence Halász, présent également sur le stade, et enfin le record absolu au dernier lancer, 87,82 m. Le Britannique Sam Bennett obtient quant à lui la 2e meilleure performance européenne sur 110 m haies (alors détenue par le Français Wilhem Belocian). Pål Haugen Lillefosse, après avoir atteint le podium sur 100 m, obtient une très belle performance à la perche avec 5,46 m. Après avoir remporté de justesse le 400 m, mais en battant le record italien, Lorenzo Benati, 16 ans, écrase la concurrence lors du relais suédois. Il en va de même au disque pour l'Espagnol de Grande Canarie, Yasiel Brayan Sotero, avec plus de 5 m d'écart sur le deuxième du concours. 15 records des championnats (obtenus à Tbilissi il y a deux ans) sont battus.
| Épreuves | Or | Argent                                                                                 | Bronze                                                                        |
| --- | --- | -------------------------------------------------------------------------------------- | ----------------------------------------------------------------------------- |
| 100 m (47 athlètes inscrits) (0,3 m/s) | Raphael Bouju 10 s 64                                                                                   | Dominik Illovszky 10 s 70                                                              | Pål Haugen Lillefosse 10 s 72 (NU18B)                                         |
| 200 m (43) (+1,9 m/s) | Alexander Czysch 21 s 15 (=CR)                                                                          | Daniel Regenfuß 21 s 19                                                                | Jiří Pechar 21 s 31                                                           |
| 400 m (27) | Lorenzo Benati 46 s 85 (CR, NU18B)                                                                      | Ethan Brown 46 s 87 (PB)                                                               | Ludovic Ouceni 47 s 01 (PB)                                                   |
| 800 m (32) | Max Burgin 1 min 47 s 36 (CR)                                                                           | Eric Guzmán 1 min 49 s 19 (PB)                                                         | João Miguel Peixoto 1 min 49 s 42 (NU18B)                                     |
| 1 500 m (31) | Kane Elliott 3 min 55 s 26 (CR)                                                                         | Bence Apáti 3 min 55 s 53                                                              | Andrej Paulíny 3 min 55 s 58 (NU18B)                                          |
| 3 000 m (17) | Thomas Keen 8 min 27 s 38                                                                               | Ömer Amaçtan 8 min 28 s 04 (PB)                                                        | Ryan Oosting 8 min 28 s 22 (PB)                                               |
| 2 000 m steeple (24) | Baptiste Guyon 5 min 43 s 92 (CR)                                                                       | Pol Oriach 5 min 46 s 81 (PB)                                                          | Etson Barros 5 min 49 s 79 (NU18B)                                            |
| 110 m haies (43) | Sam Bennett 13 s 19 (CR)                                                                                | Kenny Fletcher 13 s 49                                                                 | Nick Rüegg 13 s 74                                                            |
| 400 m haies (32) | Martin Fraysse Dániel Huller 50 s 63 (au 1/1000e, CR)                                                   | non décernée                                                                           | Karl Johnson 50 s 90 (NU18B)                                                  |
| Saut en hauteur (25) | Dominic Ogbechie 2,16 m (=PB)                                                                           | Oleh Doroshchuk 2,13 m                                                                 | Nikola Mujanović 2,10 m                                                       |
| Saut à la perche (38) | Pål Haugen Lillefosse 5,46 m (CR)                                                                       | Baptiste Thiery 5,30 m (PB)                                                            | Eerik Haamer 5,10 m (PB)                                                      |
| Saut en longueur (19) | Nick Schmahl 7,60 m (+ 2,7 m/s)                                                                         | Davide Favro 7,29 m (+ 4,1 m/s)                                                        | Bryan Mucret 7,22 m (+ 2,1 m/s)                                               |
| Triple saut (25) | Batuhan Çakır 15,62 m                                                                                   | Carl af Forselles 15,36 m (PB)                                                         | Rustam Mammadov 15,16 m (PB)                                                  |
| Lancer du poids (24) | Aliaksei Aleksandrovich 20,97 m WU18L                                                                   | Carmelo Musci 20,37 m (NU18B)                                                          | Piotr Goździewicz 18,88 m                                                     |
| Lancer du disque (16) | Yasiel Brayan Sotero 64,31 m (CR)                                                                       | Fabian Weinberg 58,84 m                                                                | Gracjan Kozak 57,76 m                                                         |
| Lancer du marteau (34) | Myhaylo Kokhan 87,82 m WB                                                                               | Valentin Andreev 81,41 m                                                               | Tomasz Ratajczyk 76,01 m                                                      |
| Lancer du javelot (32) | Marek Mucha 80,01 m (CR)                                                                                | Yerásimos Kaloyerákis 76,49 m                                                          | Topias Laine 75,83 m (PB)                                                     |
| Décathlon (37) | Aleksandr Komarov 7 703 pts                                                                             | Oļegs Kozjakovs 7 663 pts                                                              | Sven Jansons 7 604 pts                                                        |
| 10 000 m marche (22) | Davide Finocchietti 45 min 1 s 33                                                                       | Aldo Andrei 45 min 3 s 50                                                              | Özgür Topsakal 45 min 9 s 22 (PB)                                             |
| Relais suédois (100, 200, 300 et 400 m) (14 équipes) | Italie Federico Manini Federico Guglielmi Francesco Domenico Rossi Lorenzo Benati 1 min 53 s 01 (EU18L) | Turquie Konuralp Tiritoğlu Kaan Gacar Kubilay Ençü İlyas Çanakçı 1 min 53 s 84 (NU18B) | Pologne Rafał Łupiński Adam Łukomski Jakub Pająk Mikołaj Kotyra 1 min 53 s 97 |
| Records et Performances - AR : Record continental (area record) - CR : Record des championnats (championship record) - MR : Record du meeting (meet record) - NR : Record national (national record) - OR : Record olympique (olympic record) - PR : Record paralympique (paralympic record) - PB : Record personnel (personal best) - SB : Meilleure performance personnelle de la saison (season's best) - WL : Meilleure performance mondiale de l'année (world leader) - WJR : Record du monde junior (world junior record) - WR : Record du monde (world record) Circonstances et Conditions - DNF : N'a pas terminé (did not finish) - DNS : N'a pas pris le départ (did not start) - DQ : Disqualification (disqualification) - NM : Aucun essai valable enregistré (No Mark) - Q : Qualifié « directement » au prochain tour (ou à la prochaine compétition), lors d'une compétition majeure, grâce au classement ou à la réalisation des minima (automatic qualifier) - q : Qualifié au prochain tour (ou à la prochaine compétition), lors d'une compétition majeure, grâce au repêchage ou à la réalisation de l'une des meilleures performances parmi celles des « non qualifiés directement » (grâce au meilleur temps ou à la meilleure distance par exemple) (secondary qualifier) | |                                                                                        |                                                                               |

Sur la base d'un athlète maximum de chaque nation par épreuve (et un maximum de 18 athlètes par comité national olympique), ces résultats permettent de sélectionner les 119 athlètes européens pour les Jeux olympiques de la jeunesse de 2018 à Buenos Aires, selon la répartition suivante : 6 athlètes au 100 m, 11 au 200 m, 5 au 400 m, 8 au 800 m, 6 au 1 500 m, 5 au 3 000 m, 7 au 110 m haies, 3 au 400 m haies, 7 au 2 000 m steeple, 5 à la hauteur, 10 à la perche, 6 à la longueur, 3 au triple saut, 7 au poids, 8 au disque, 10 au marteau, 8 au javelot et 4 à la marche de 10 000 m.

### Filles
| Épreuves | Or                                                                                                   | Argent                                                                                                | Bronze                                                                         |
| --- | --- | --- | ------------------------------------------------------------------------------ |
| 100 m () | Guðbjörg Jóna Bjarnadóttir 11 s 75                                                                   | Paméra Losange Boglárka Takács 11 s 75                                                                | non décernée                                                                   |
| 200 m () | Rhasidat Adeleke 21 s                                                                                | Gémima Joseph 21 s                                                                                    | Guðbjörg Jóna Bjarnadóttir 21 s                                                |
| 400 m () | Barbora Malíková 52 s 66 (CR)                                                                        | Marie Scheppan 52 s 82 (PB)                                                                           | Olesya Soldatova 53 s 09 (PB)                                                  |
| 800 m () | Keely Hodgkinson 1 min 48 s                                                                          | Sophie O'Sullivan 1 min 49 s 5                                                                        | Gaël de Coninck 1 min 49 s                                                     |
| 1 500 m () | Sarah Healy 4 min 0 s                                                                                | Emily Williams 4 min 1 s                                                                              | Klaudia Kazimierska 4 min 2 s                                                  |
| 3 000 m () | Sarah Healy 8 min 09 s                                                                               | İnci Kalkan 8 min 20 s                                                                                | Alessia Zarbo 8 min 20 s                                                       |
| 2 000 m steeple () | Léna Lebrun 5 min                                                                                    | Claire Palou 5 min 54 s                                                                               | Paula Schneiders 5 min 55 s                                                    |
| 100 m haies () | Martine Hjørnevik 13 s 26                                                                            | Zoë Sedney 13 s 34                                                                                    | Johanna Plank 13 s 40                                                          |
| 400 m haies () | Gisèle Wender 58 s 88 (PB)                                                                           | Emma Silvestri 59 s 04 (PB)                                                                           | Lena Pressler 59 s 11 (NU18B)                                                  |
| Saut en hauteur () | Yaroslava Mahuchikh 1,94 m (CR)                                                                      | Jessica Kähärä 1,83 m                                                                                 | Maria Kochanova 1,83 m                                                         |
| Saut à la perche () | Leni Freyja Wildgrube 4,26 m (CR)                                                                    | Emma Brentel 4,16 m (NU18B)                                                                           | Krystsina Kantsavienka 4,00 m                                                  |
| Saut en longueur () | Tilde Johansson 6,33 m (+ 4,5 m/s)                                                                   | Emma Piffaretti 6,25 m (+ 2,9 m/s)                                                                    | Spiridoúla Karídi 6,23 m (NU18B)                                               |
| Triple saut () | María Vicente 13,95 m (CR)                                                                           | Aleksandra Nacheva 13,88 m                                                                            | Jessica Kähärä 13,29 m (NU18B)                                                 |
| Lancer du poids () | Lizaveta Dorts 21,51 m                                                                               | Nina Capațina 21,24 m                                                                                 | Alida van Daalen 21,24 m                                                       |
| Lancer du disque () | Violetta Ignatyeva 62,16 m                                                                           | Alida van Daalen 60,84 m                                                                              | Özlem Becerek 60,62 m                                                          |
| Lancer du marteau () | Valeriya Ivanenko 82,26 m                                                                            | Sara Killinen 79,20 m                                                                                 | Stavroúla Kosmídou 75,71 m                                                     |
| Lancer du javelot () | Aliaksandra Konshyna 56,71 m (PB)                                                                    | Münevver Hancı 74,49 m                                                                                | Getly Tugi 55,28 m                                                             |
| Heptathlon () | María Vicente 6 221 pts (WYB, CR)                                                                    | Kristīne Blaževiča 5 629 pts                                                                          | Chiara-Belinda Schuler pts                                                     |
| 5 000 m marche () | Hanna Zubkova 22 min 45 s 47 (CR)                                                                    | Ólga Fiáska 23 min 39 s 12                                                                            | Simona Bertini 24 min 18 s 80 (PB)                                             |
| Relais suédois (78, 14 équipes) | Italie Rebecca Menchini Noemi Cavalleri Alessia Cappabianca Chiara Gherardi 2 min 7 s 46 (CR, NU18B) | République tchèque Tereza Marková Barbora Šplechtnová Veronika Milotová Barbora Malíková 2 min 9 s 41 | Roumanie Bianca Toader Vanessa Balaci Maria Scrob Adina Cîrciogel 2 min 9 s 99 |
| Records et Performances - AR : Record continental (area record) - CR : Record des championnats (championship record) - MR : Record du meeting (meet record) - NR : Record national (national record) - OR : Record olympique (olympic record) - PR : Record paralympique (paralympic record) - PB : Record personnel (personal best) - SB : Meilleure performance personnelle de la saison (season's best) - WL : Meilleure performance mondiale de l'année (world leader) - WJR : Record du monde junior (world junior record) - WR : Record du monde (world record) Circonstances et Conditions - DNF : N'a pas terminé (did not finish) - DNS : N'a pas pris le départ (did not start) - DQ : Disqualification (disqualification) - NM : Aucun essai valable enregistré (No Mark) - Q : Qualifié « directement » au prochain tour (ou à la prochaine compétition), lors d'une compétition majeure, grâce au classement ou à la réalisation des minima (automatic qualifier) - q : Qualifié au prochain tour (ou à la prochaine compétition), lors d'une compétition majeure, grâce au repêchage ou à la réalisation de l'une des meilleures performances parmi celles des « non qualifiés directement » (grâce au meilleur temps ou à la meilleure distance par exemple) (secondary qualifier) | | |                                                                                |

### Records des championnats
| Athlète                                                              | Nation          | Epreuve         | Resultat           | Série         | Date      |
| -------------------------------------------------------------------- | --------------- | --------------- | ------------------ | ------------- | --------- |
| Hanna Zubkova                                                        | Biélorussie     | 5 000 m marche  | 22 min 45 s 47     | Finale        | 5 juillet |
| Sara Killinen                                                        | Finlande        | Marteau         | 67,25 m            | Qualification | 5 juillet |
| Valeriya Ivanenko                                                    | Ukraine         | Marteau         | 74,36 m            | Qualification | 5 juillet |
| Patience Jumbo-Gula                                                  | Irlande         | 100 m           | 11 s 59 (+0.7 m/s) | Semi-finale   | 5 juillet |
| María Vicente                                                        | Espagne         | Longueur        | 6,37 (+1.8 m/s)    | Heptathlon    | 6 juillet |
| Sam Bennett                                                          | Grande-Bretagne | 110 m haies     | 13 s 33 (+1.7 m/s) | Séries        | 6 juillet |
| Kenny Fletcher                                                       | France          | 110 m haues     | 13 s 30 (+2.0 m/s) | Séries        | 6 juillet |
| Myhaylo Kokhan                                                       | Ukraine         | Marteau         | 82,42 m            | Qualification | 6 juillet |
| Sarah Healy                                                          | Irlande         | 3 000 m         | 9 min 18 s 05      | Finale        | 6 juillet |
| Yasiel Brayan Sotero                                                 | Espagne         | Disque          | 64,31 m            | Final         | 6 juillet |
| Gaël de Coninck                                                      | Suède           | 800 m           | 2 min 6 s 51       | Semi-finale   | 6 juillet |
| Pol Oriach                                                           | Espagne         | 2 000 m steeple | 5 min 52 s 56      | Séries        | 6 juillet |
| Leni Wildgrube                                                       | Allemagne       | Perche          | 4,26 m             | Finale        | 7 juillet |
| Lorenzo Benati                                                       | Italie          | 400 m           | 46 s 85            | Finale        | 7 juillet |
| Barbora Malíková                                                     | Tchéquie        | 400 m           | 52 s 66            | Finale        | 7 juillet |
| Kane Elliott                                                         | Grande-Bretagne | 1 500 m         | 3 min 55 s 26      | Finale        | 7 juillet |
| Marek Mucha                                                          | Pologne         | Javelot         | 80,01 m            | Finale        | 7 juillet |
| Alexander Czysch                                                     | Allemagne       | 200 m           | 21 s 15            | Finale        | 7 juillet |
| Aleksandra Nacheva                                                   | Bulgarie        | Triple saut     | 13,32 m (+1.8 m/s) | Qualification | 7 juillet |
| Sam Bennett                                                          | Grande-Bretagne | 110 m haies     | 13 s 19 (+0.8 m/s) | Finale        | 7 juillet |
| Keely Hodgkinson                                                     | Grande-Bretagne | 800 m           | 2 min 4 s 84       | Finale        | 7 juillet |
| Martin Fraysse                                                       | France          | 400 m haies     | 50 s 63            | Finale        | 8 juillet |
| Dániel Huller                                                        | Hongrie         | 400 m haies     | 50 s 63            | Finale        | 8 juillet |
| Max Burgin                                                           | Grande-Bretagne | 800 m           | 1 min 47 s 36      | Finale        | 8 juillet |
| Sarah Healy                                                          | Irlande         | 1 500 m         | 4 min 18 s 71      | Finale        | 8 juillet |
| Baptiste Guyon                                                       | France          | 2 000 m steeple | 5:43.92            | Finale        | 8 juillet |
| María Vicente                                                        | Espagne         | Triple saut     | 13.95 m (+1.1 m/s) | Finale        | 8 juillet |
| Pål Haugen Lillefosse                                                | Norvège         | Perche          | 5.46 m             | Finale        | 8 juillet |
| Rebecca Menchini Noemi Cavalleri Alessia Cappabianca Chiara Gherardi | Italie          | Relais suédois  | 2 min 7 s 46       | Finale        | 8 juillet |
| Yaroslava Mahuchikh                                                  | Ukraine         | Hauteur         | 1,94 m             | Finale        | 8 juillet |

### Tableau des médailles
| Rang | Nation          | Or | Argent | Bronze | Total |
| ---- | --------------- | -- | ------ | ------ | ----- |
| 1    | Grande-Bretagne | 6  | 2      | 1      | 9     |
| 2    | Italie          | 4  | 4      | 1      | 9     |
| 3    | Allemagne       | 4  | 2      | 1      | 7     |
| 4    | Biélorussie     | 4  | 0      | 1      | 5     |
| 5    | France          | 3  | 6      | 3      | 12    |
| 6    | Espagne         | 3  | 2      | 0      | 5     |
| 7    | Irlande         | 3  | 1      | 0      | 4     |
| 7    | Ukraine         | 3  | 1      | 0      | 4     |
| 9    | Norvège         | 2  | 1      | 1      | 4     |
| 10   | Turquie         | 1  | 4      | 2      | 7     |
| 11   | Hongrie         | 1  | 3      | 0      | 4     |
| 12   | Pays-Bas        | 1  | 2      | 3      | 6     |
| 13   | Tchéquie        | 1  | 1      | 1      | 3     |
| 13   | Suède           | 1  | 1      | 1      | 3     |
| 15   | Pologne         | 1  | 0      | 5      | 6     |
| 16   | Islande         | 1  | 0      | 1      | 2     |
| 17   | Finlande        | 0  | 2      | 2      | 4     |
| 17   | Grèce           | 0  | 2      | 2      | 4     |
| 19   | Bulgarie        | 0  | 2      | 0      | 2     |
| 19   | Lettonie        | 0  | 2      | 0      | 2     |
| 21   | Suisse          | 0  | 1      | 1      | 2     |
| 22   | Moldavie        | 0  | 1      | 0      | 1     |
| 23   | Autriche        | 0  | 0      | 3      | 3     |
| 24   | Estonie         | 0  | 0      | 2      | 2     |
| 24   | Portugal        | 0  | 0      | 2      | 2     |
| 26   | Azerbaïdjan     | 0  | 0      | 1      | 1     |
| 26   | Roumanie        | 0  | 0      | 1      | 1     |
| 26   | Serbie          | 0  | 0      | 1      | 1     |
| 26   | Slovaquie       | 0  | 0      | 1      | 1     |
|      | Total           | 41 | 40     | 39     | 120   |

Notes
- les médailles remportées par les athlètes neutres autorisés (ANA) ne figurent pas dans le tableau, selon les règles de l'EAA[10].